# Georges Nomarski
Georges Nomarski (polnisch Jerzy Nomarski; * 1. Juni 1919 in Nowy Targ; † 17. Februar 1997 in Antony) war ein französisch-polnischer Physiker auf dem Gebiet der Optik. Er ist der Erfinder der in der Lichtmikroskopie weitverbreiteten Technik des Differentialinterferenzkontrasts.

## Werdegang
Jerzy Nomarski wurde am 1. Juni 1919 (nach anderen Angaben am 16. Januar 1919) in Nowy Targ im Süden Polens geboren. Er begann sein Studium an der Technischen Universität Warschau. Im Zweiten Weltkrieg war er in der polnischen Widerstandsbewegung tätig. Er wurde gefangen genommen und war bis März 1945 interniert.
Nach dem Krieg setzte Nomarski zunächst in Belgien sein Studium fort. Im Jahr 1947 ließ er sich in Frankreich nieder. Dort schloss er 1949 sein Studium ab mit einem Diplom der Ecole Supérieure d’Optique (ESO, SupOptique). Anschließend begann er als Praktikant der staatlichen Forschungsorganisation Centre national de la recherche scientifique (CNRS) in der Gruppe von Maurice Françon (1913–1996) an der SupOptique zu arbeiten. Obwohl es ihm mit seinem Ingenieurdiplom allein eine Promotion verwehrt war, gelang es ihm durch seine Arbeiten und außerordentlichen Ergebnisse, als Attaché de recherche in den CNRS aufgenommen zu werden, wo er anschließend rasch aufstieg.
Im Jahr 1950 gründete Nomarski das Institut für Lichtmikroskopie (Laboratoire de Microscopie Optique) am Institut d’Optique. 1953 wurde er Professor an der ESO, 1965 Directeur de recherche des CNRS.
Nomarski unterhielt enge Beziehungen zu anderen Mitgliedern der polnischen Diaspora in Westeuropa und Nordamerika. In den 1970er Jahren wurde er französischer Staatsbürger und besuchte regelmäßig das Institut für angewandte Optik in Warschau.
1980 trat Nomarski in den Ruhestand, blieb aber in Kontakt mit der wissenschaftlichen Welt und folgte weiterhin Einladungen zu Tagungen zum Thema Mikroskopie. Er starb am 17. Februar 1997 in Antony bei Paris.

## Leistungen
Nomarskis wichtigste wissenschaftliche Leistung ist die Erfindung der Differentialinterferenzkontrast-Mikroskopie in ihrer heutigen Form, deren Bildgebungsmechanismus häufig auch nach ihrem Erfinder Nomarski-Kontrast genannt wird. Sie basiert auf einer Weiterentwicklung des Wollaston-Prismas durch Nomarski in den 1950er Jahren, die heute üblicherweise als Nomarski-Prisma bezeichnet wird.
Das Prinzip der Phasenkontrastmikroskopie war bereits in den 1930er Jahren von dem Niederländer Frits Zernike (1888–1966) erfunden worden und im Zweiten Weltkrieg von Deutschland eingesetzt worden. Um den in Zernikes Phasenkontrastmethode vorhandenen Halo-Effekt zu unterdrücken, wurden schon in den 1940er Jahren Interferenzaufbauten vorgeschlagen, die auf der Benutzung von Wollaston-Prismen beruhten, insbesondere von dem Briten Francis Hughes Smith ab 1947. Smiths Erfindung hatte jedoch den Nachteil, dass in ihr das Wollaston-Prisma in der Fokalebene des Mikroskopobjektivs positioniert sein musste, was in der Praxis teuer war da es spezielle Objektive erforderlich machte. Ernst Leitz Wetzlar verkaufte das exzellente ICT/ICR nach Smith. Nomarski gelang es, dieses Problem zu lösen, indem er zwar ebenfalls Wollaston-Prismen verwendete, deren Konstruktion aber durch Schnitt des Kristalls in einem schrägen Winkel zu dessen optischer Achse  dahingehend anpasste, dass das Prisma in größerem Abstand zum Objektiv platziert werden konnte.
Nomarski ist Erfinder in zahlreichen Patenten. Er verfasste mehr als 50 Fachartikel und ist Autor des Artikels zum Thema „Mikroskopie“ in der Encyclopædia Universalis.

## Ehrungen und Auszeichnungen
1952 verlieh die Académie des sciences Nomarski den Prix du Duc d’Aumale. 1963 zeichnete ihn die französische „Gesellschaft zur Förderung der nationalen Industrie“ (Société d’encouragement pour l’industrie nationale) mit dem Prix Gaumont aus. 1970 erhielt er den Preis der Gesellschaft für Mikroskopie des US-Bundesstaates Illinois (State Microscopical Society of Illinois).
1972 ernannte die Optical Society of America Nomarski zum Fellow; zwei Jahre darauf verlieh ihm auch die Royal Microscopical Society den Titel eines Honorary Fellow. Im Jahr 1973 ehrte die New York Microscopical Society ihn mit dem Ernst Abbe Memorial Award. Im Jahr 1995 erhielt er mit der Goldmedaille der SPIE die höchste Auszeichnung, die diese Organisation vergibt.

## Schriften (Auswahl)
- G. Nomarski: Nouveau dispositif pour l’observation en contraste de phase différentiel. In: Journal de Physique et Le Radium. Band 16, 1955, S. S88.
- R. D. Allen, G. B. David, G. Nomarski: The Zeiss-Nomarski differential interference equipment for transmitted-light microscopy. In: Zeitschrift für wissenschaftliche Mikroskopie und mikroskopische Technik. Band 69, Nr. 4, November 1969, ISSN 0373-031X, S. 193–221 (Volltext online auf microscopyu.com [PDF]).
- J. F. Burke, G. Indebetouw, G. Nomarski, G. W. Stroke: White-light Three Dimensional Microscopy using Multiple-image Storing and Decoding. In: Nature. Band 231, Nr. 5301, 4. Juni 1971, S. 303–306, doi:10.1038/231303a0.